# رواد عربة اليد المورمونية

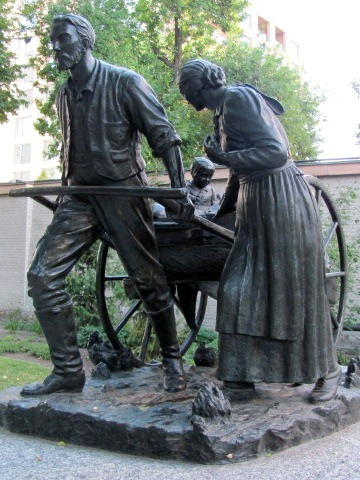
نصب عربة اليد الرائد من قبل تورليف نافوس، الموجود في ساحة المعبد في سولت ليك سيتي، بولاية يوتا.

رواد عربة اليد المورمونية هم الأفراد المشاركين في هجرة أعضاء كنيسة يسوع المسيح لقديسي الأيام الأخيرة (كنيسة LDS) إلى سولت ليك سيتي، بولاية يوتا، مستخدمين عربات يدوية لنقل أمتعتهم. بدأت حركة عربة اليد المورمونية في عام 1856 واستمرت حتى عام 1860.
بدافع للانضمام إلى زملائهم أعضاء الكنيسة في ولاية يوتا؛ قام ما يقارب من 3000 من رواد المورمون من إنجلترا وويلز واسكتلندا واسكندنافيا بالرحلة من أيوا أو نبراسكا إلى يوتا في عشر عربات يدوية، بسبب عدم توفر المال لتجهيز فرق كاملة من الثيران أو الخيول لنقلهم.
كانت الرحلة كارثية لفريقين من الفرق، والتي بدأت رحلتهما في وقتٍ متأخرٍ، وفاجأتهم ثلوجٌ كثيفة، وبرودة قارسة في وسط وايومنغ، وعلى الرغم من جهود الإنقاذ الدراماتيكية، توفي على طول الطريق أكثر من 210 من بين 980 رائدًا في هاتين الفرقتين. كتب أحد الناجين جون تشيسليت: «سحب العديد من الآباء عرباتهم التي تحمل أطفالهم الصغار، حتى اليوم السابق لوفاتهم».
على الرغم من أن أقل من 10 في المائة فقط من مهاجرون سانت 1846-1868 قاموا برحلة الغرب باستخدام عربات اليد، إلا أن رواد عربة اليد أصبحوا رمزًا مهمًا في ثقافة LDS، حيث يمثل إخلاص وتضحية جيل الرواد، ويستمر الاعتراف بهم وتكريمهم في مناسبات عدة مثل يوم الرائد، ومواكب الكنيسة، والاحتفالات المماثلة.

## خلفية تاريخية للهجرة
تم تنظيم قديسي اليوم الأخير لأول مرة في عام 1830. غالبًا ما واجه أعضاء الكنيسة الأوائل العداء، ويرجع ذلك إلى انسحابهم من المجتمع العلماني والتجمع في أماكن مخصصة لممارسة معتقداتهم الدينية المتميزة. شعر جيرانهم بالتهديد بسبب النمو السريع في أعداد الكنيسة، وميلها إلى التصويت ككتلة واكتسابها سلطة سياسية، وادعاءاتها بالمصلحة الإلهية، وممارستها لتعدد الزوجات. تسبب العنف الموجه ضد الكنيسة وأعضائها في انتقال هيئة الكنيسة من أوهايو إلى ميسوري، ثم إلى إلينوي.
على الرغم من التنقلات والتحركات المتكررة، لم يتمكن أعضاء الكنيسة من الهروب من المعارضة، والتي بلغت ذروتها في أمر الإبادة ضد جميع المورمون الذين يعيشون في الولاية من قبل حاكم ولاية ميزوري ليلبورن بوغز في عام 1838 وموت زعيمهم جوزيف سميث الأول، وقال بريجهام يونغ إنه تلقى توجيهات إلهية لتنظيم أعضاء الكنيسة والتوجه إلى ما وراء الحدود الغربية للولايات المتحدة.

## 1856: شركات عربات اليد ويلي ومارتن
غادرت الشركتان الأخريتان عربة اليد 1856 في وقت متأخر من إنجلترا. لم تغادر السفينة ثورنتون، التي كانت تحمل المهاجرين الذين أصبحوا شركة ويلي، إنجلترا حتى الرابع من مايو. وكان زعيم قديسي الأيام الأخيرة في ثورنتون هو جيمس جي. فيلي. مرت 11 يومًا أخرى قبل مغادرة هوريزون، حاملين المهاجرين الذين شكلوا لاحقًا شركة مارتن. قد تكون المغادرة المتأخرة نتيجة للصعوبات في شراء السفن استجابة للطلب غير المتوقع، لكن النتائج ستكون مأساوية.
مع بطئ الاتصالات في العصر الذي سبق التلغراف عبر المحيط الأطلسي، لم يكن عملاء الكنيسة في مدينة آيوا سيتي يتوقعون المزيد من المهاجرين وكان عليهم القيام باستعدادات كبيرة لوصولهم. تم قضاء أسابيع صعبة على عجل في تجميع العربات وتجهيز الشركات. عندما وصلت الشركات إلى فلورنسا، تم هدر وقت إضافي لإجراء إصلاحات على العربات ذات البناء الضعيف. يصف المهاجر جون تشيسليت مشاكل العربات:
قبل مغادرة شركة ويلي فلورنسا، اجتمعت الشركة لمناقشة حكمة هذة المغادرة المتأخرة. ولأن المهاجرين لم يكونوا على دراية بالدرب والمناخ، فقد أرجوا إلى المبشرين وعناصر الكنيسة العائدين. أحد المبشرين العائدين، ليفي سافاج جونيور، حثهم على قضاء الشتاء في نبراسكا. ونصحهم بأن مثل هذا الرحيل المتأخر مع شركة تتكون من كبار السن والنساء والأطفال الصغار سيؤدي إلى المعاناة والمرض وحتى الموت. جادلوا جميع شيوخ الكنيسة الآخرين بأن الرحلة يجب أن تمضي قدمًا، معبرين عن التفاؤل بأن الشركة ستكون محمية بالتدخل الإلهي. قرر بعض أعضاء الشركة، ربما ما يصل إلى 100 شخص، قضاء الشتاء في فلورنسا أو في ولاية أيوا، لكن الأغلبية، حوالي 404 من العدد (بما في ذلك سافاج) مواصلة الرحلة غربًا. غادرت شركة ويلي فلورنسا في 17 أغسطس وشركة مارتن في 27 أغسطس. قطاران من عربات الثيران، بقيادة القبطانان دبليو هودجيت، وجون هونت، يتبعان شركة مارتن.
بالقرب من وود ريفر، نبراسكا، تسبب قطيع من البيسون في تدافع ماشية شركة ويلي، وفقدت ما يقرب من 30 من الماشية.غادروا دون ما يكفي من الماشية لسحب جميع العربات، كان مطلوبا من كل عربة يد أن تأخذ 100 رطل إضافية (45 كجم) من الدقيق.

في أوائل سبتمبر، رجع فرانكلين د. ريتشاردز من أوروبا حيث كان يشغل منصب رئيس الكنيسة، بتمرير الشركات المهاجرة. ريتشاردز والمبشرون العائدون الإثني عشر الذين رافقوه، سافروا في عربات وعربات خفيفة سحبتها الخيول والبغال، ضغطوا على ولاية يوتا للحصول على مساعدة للمهاجرين. كانت عائلة لودر وعائلة هاريسون مع شركة مارتن. باتينس لودر روزا آرتشر (في وقت رحلتهم، باتينس لودر البالغة من العمر تسعة وعشرين عامًا) كتبت لاحقًا في سيرتها الذاتية (1887) للصراع:
.

### عبور نهر سويت ووتر
إحدى أكثر القصص ثباتًا وشعبية فيما يتعلق برواد المورمون كان حوالي ثلاثة من رجال الإنقاذ الذين ساعدوا الرواد في عبور نهر سويت ووتر:242. الرواية الأكثر شعبية، بواسطة سولومون كيمبال، تنص على:
تم اقتباس هذه النسخة من قبل غوردون بي. هينكلي، جيمس إي. فاوست، وتم تدريسها سابقًا في مدارس الأحد في كنيسة يسوع المسيح لقديسي الأيام الأخيرة لكلٍ من البالغين، والأطفال.
لاحظ تشاد أورتن أنه سيكون من المستحيل ماديًا أن يحمل ثلاثة أولاد خمسمائة شخص عبر النهر في ساعتين. في الواقع، كان لدى فريق الإنقاذ العديد من رجال الإنقاذ بدلاً من ثلاثة، تم تحديد ثمانية عشر منهم بشكل لا يقبل الجدل على أنهم في معبر سويت ووتر. أحضر رجال الإنقاذ عشر عربات إنقاذ بالإضافة إلى عربات شركة مارتن معهم. كتب العديد من الناجين عن ركوب العربات عبر سويت ووتر. ومع ذلك، بسبب ضيق الوقت، لا يمكن للجميع ركوب العربات. تم حمل البعض، لكن الناجين الآخرين كتبوا أنهم عبروا النهر بأنفسهم أو بمساعدة أشخاص غير الأولاد الثلاثة. لقد ساعد الأولاد المذكورون في القصة بعض الأشخاص في جميع أنحاء العالم، ولكن ليس «كل عضو تقريبًا» كما ورد في النسخة الأسطورية للقصة. بينما كان الأولاد الثلاثة من بين أولئك الذين ساعدوا العديد عبر سويت ووتر، كانت الأعمار خاطئة. كان كلارك ألين هنتنغتون في الرابعة والعشرين من عمره، وكان ديفيد باتن كيمبل في السابعة عشرة، وجورج دبليو جرانت في السادسة عشرة. لا يوجد دليل طبي على أنهم ماتوا من آثار معبر سويت ووتر، وأن أغلبهم عاشوا حياة نشطة وطويلة نسبياً. خارج حساب ديفيد باتن كيمبل، ليس هناك رواية أخرى عن وعد بريغهام يونغ بخلاص دائم إلى رجال الإنقاذ على أساس عمل واحد. يشير أورسون إف ويتني إلى أن هذا الوعد لا يتماشى مع عقيدة الكنيسة:242. ملاحظات جون توماس أن كيمبال لم يشهد معبر سويت ووتر، ولكنه اعتمد بشكل كبير على مصادر أخرى، خاصة تقرير أورسون إف ويتني عام 1888، الذي ادعى أيضًا أن جميع الأولاد ماتوا من الحدث، على الرغم من أن كلارك ألين هنتنغتون كان لا يزال على قيد الحياة في عام 1888.

## الكوارث والانقاذ
في أوائل أكتوبر، وصلت الجماعتان إلى حصن لارامي في وايومنغ، حيث توقعوا إعادة تزويدهم بالمواد التموينية ولكن لم يكن هناك أي مواد تموينية مخزنة لهم مسبقًا. قامت الجماعتان بتخفيض الحصص الغذائية على أمل أن تدوم مؤونتها حتى يتم إرسال المساعدة من ولاية يوتا. وقامت جماعة مارتين بتخفيف حمولاتهم عن طريق تخفيض بدل الأمتعة إلى 10 رطل (4.5 كجم) لكل شخص، حيث تخلصت من الملابس والبطانيات التي ستكون بحاجة ماسة إليها قريبًا.

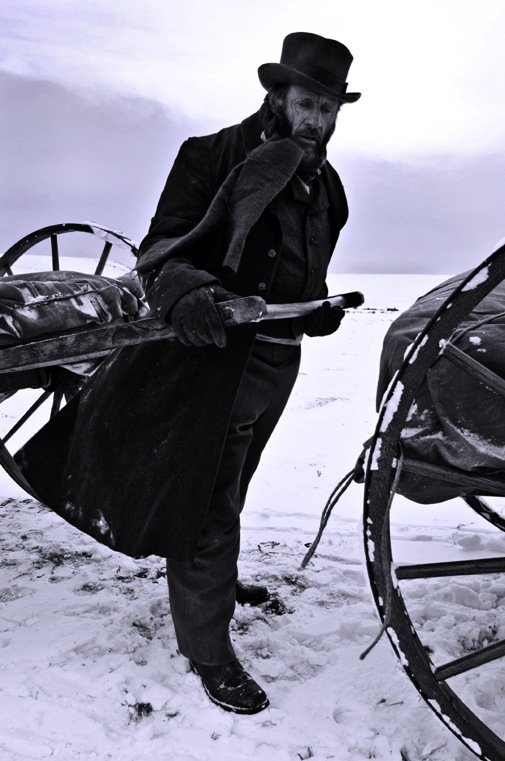
مسرحية رجل يسحب عربة اليد من خلال الثلج.

في الرابع من أكتوبر، وصل حزب ريتشاردز إلى مدينة سولت ليك، واجتمع مع بريغام يونغ وقادة الكنيسة الآخرين، وفي صباح اليوم التالي اجتمعت الكنيسة في مؤتمر عام، حيث دعا يونج والمتحدثون الآخرون أعضاء الكنيسة إلى توفير العربات والبغال والإمدادات وفرق العمل لمهمة الإنقاذ. في صباح يوم 7 أكتوبر، غادر فريق الإنقاذ الأول مدينة سولت ليك مع 16 عربة محملة بالأغذية والإمدادات، قامت بجرها فرق مكونة من أربعة بغال مع 27 شابًا يعملون في فرق الإنقاذ وانتخب الحزب جورج د. جرانت نقيبًا لهم. تم تجميع المزيد من العربات طوال شهر أكتوبر وبحلول نهاية الشهر كانت هناك 250 عربة إغاثة على الطريق.
في هذه الأثناء، كانت جماعتا ويلي ومارتن تنفدان من الطعام وتواجهان درجات حرارة شديدة البرودة. وفي 19 أكتوبر، ضربت عاصفة ثلجية المنطقة موقفة بذلك الجماعتين وفرقة الإغاثة. كانت جماعة ويلي بمحاذاة نهر سويت ووتر وكانت تقترب من خط الانقسام القاري وقد عثرت إحدى فرق الكشافة التي أرسلها فريق الإنقاذ الرئيسي على المهاجرين واستقبلتهم وقامت بإعطائهم كمية صغيرة من الدقيق وشجعتهم بأن الإنقاذ قريب ثم انطلقت لمحاولة تحديد موقع جماعة مارتن. بلغت إمدادات الدقيق الخاصة بأعضاء جماعة ويلي نهايتها، فبدأوا بذبح مجموعة من الماشية المكسورة المتبقية بينما تصاعدت معدلات وفياتهم. وفي 20 أكتوبر ذهب الكابتن ويلي وجوزيف إلدر عبر الثلج ركوبًا على البغال من اجل تحديد موقع قطار الإمدادات وإبلاغهم بالوضع البائس للجماعة، حيث وصلوا إلى معسكر فريق الإنقاذ بالقرب من ساوث باس، في ذلك المساء وبحلول مساء اليوم التالي وصل فريق الإنقاذ إلى شركة ويلي وقدم لهم الطعام والمساعدة. بقي نصف فريق الإنقاذ لمساعدة جماعة ويلي بينما مضى النصف الآخر قدما لمساعدة شركة مارتن. لم تنته بعد الصعوبات التي واجهتها جماعة ويلي، ففي 23 أكتوبر أي في اليوم الثاني بعد وصول فريق الإنقاذ الرئيسي، واجهت شركة ويلي أصعب جزء من المسار وهو الصعود عبر التلال الصخرية حيث جرى التسلق خلال عاصفة ثلجية مهولة ومن خلال ثلج عميق في الركبة، وفي تلك الليلة توفي 13 مهاجرًا.
في 19 من أكتوبر كانت شركة مارتن على بعد حوالي 110 ميلاً (180 كم) شرقًا، مما جعل آخر معبر لنهر شمال بلات هو بالقرب من كاسبر أي وايومنغ حاليًا. وبعد فترة وجيزة من الإنتهاء من العبور ضربت عاصفة ثلجية حيث عانى العديد من أعضاء الجماعة من انخفاض درجة حرارة الجسم أو قَضْمَةُ الصَّقِيع بعدما سبحوا في النهر المتجمد. ثم أقاموا معسكرًا في ريد بلوف حيث كانوا غير قادرين على المضي قدمًا من خلال الثلج وفي هذه الأثناء استمر فرقة الكشافة الأصلية بالانطلاق شرقاً الى ان وصلوا إلى حصن فارغ صغير عند بوابة الشيطان (ديفلز جيت)، حيث تم اعطاؤهم تعليمات بالانتظار إلى حين وصول بقية فرق الإنقاذ في حال لم يعثروا على جماعة مارتن. وعندما انضمت إليهم فرقة الإنقاذ الرئيسية قاموا بإرسال فرقة استكشافية أخرى تتكون من  جوزيف يونغ وهابيل جار ودانيال وبستر جونز أمامهم. بقيت جماعة مارتن في معسكرهم في ريد بلوف لمدة تسعة أيام حتى وصل أخيرًا إليهم الكشافة الثلاثة في 28 أكتوبر، وبحلول ذلك الوقت كان قد توفي 56 من أعضاء الجماعة. حث الكشافة المهاجرين على البدء في التحرك مرة أخرى، وخلال هذه الفترة التقت الفرقة لحسن المصادفة بإفرايم هانكس الذي جلب لهم لحم جاموس مذبوح مؤخرًا، ومن المحتمل أن ذلك انقذ العديد من الأرواح حيث كانت القيمة الغذائية للبروتين والدهون في اللحوم أعلى بكثير من تلك التي في إمدادات الدقيق المنهكة وما إلى ذلك. كما وقد قام أيضًا بالعديد من الأعمال المباركة، وساعد في بعض عمليات البتر وما إلى ذلك لوقف تطور قَضْمَةُ الصَّقِيع والغرغرينا التي كانت ستقتل المزيد من أعضاء الجماعة. وبعد ثلاثة أيام، التقت فرقة الانقاذ الرئيسية بجماعة مارتن وجماعتي هودجيت وهانت واجن وساعدتهم بالوصول إلى ديفلز جيت.
قدم جورج د. جرانت الذي ترأس فرقة الإنقاذ، افادته إلى يونج:
«ليس هناك فائدة كبيرة بالنسبة لي لمحاولة وصف أوضاع هؤلاء الناس لذلك ستعلم من [الآخرين]؛ لكن يمكنك أن تتخيل أن هناك ما يقارب خمسمائة وستمائة رجل وامرأة وطفل أرهقتهم سحب عربات اليد عبر الثلج والطين، حيث يغمى عليهم على قارعة الطريق ويسقطون ويتجمدون بسبب البرد والأطفال يبكون وأطرافهم متيبسة من البرد وأقدامهم تنزف وبعضهم حفاة أمام الثلج والصقيع. ان المشهد يشكل عبئا على أشجعنا لكننا نواصل بذل كل ما في وسعنا دون شك أو يأس.»

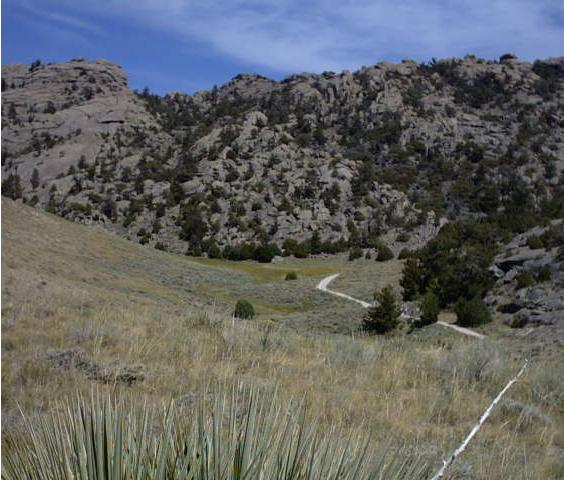
مارتن كوف، وايومنغ

وفي ديفلز جيت قام فريق الإنقاذ بتفريغ الأمتعة المنقولة في عربات جماعات هودجيت وهانت واجن، الذين كانوا يتبعون جماعة مارتين، حتى يتمكنوا من استخدام العربات لنقل أضعف المهاجرين وبقيت مجموعة صغيرة بقيادة دانيال ويبستر جونز في ديفلز جيت خلال فصل الشتاء من أجل حماية الملكية. أجبر الطقس القاسي جماعة مارتن على التوقف لمدة خمسة أيام أخرى وانتقلت الجماعة للمكوث في كهف مارتن والذي يبعد بضعة أميال غرب ديفلز جيت، حيث كان محميًا أكثر من السهول المفتوحة التي تقع إلى الشرق منها. وهذا هو المكان الذي حدث فيه العبور الشهير لنهر سويت ووتر في الرابع نوفمبر (انظر الى المزيد من المعلومات أدناه). كان النهر خلال هذا الموسم، على الرغم من كونه ضحلا، حيث يبلغ حوالي 2 قدم (0.61 متر)، بعرض 90 إلى 120 قدمًا (27 إلى 37 مترًا) وكانت درجة حرارة التيار شديدة البرودة بالإضافة إلى انسداده بالجليد العائم. قضى بعض رجال فريق الإنقاذ ساعات في سحب العربات وحمل العديد من المهاجرين عبر النهر، وعلى الرغم من ذلك قام العديد من أعضاء الجماعة بعبور النهر بأنفسهم بل وقام بعضهم أيضًا بسحب عرباتهم اليدوية معهم.
ورافقت فرق الإنقاذ المهاجرين من كلا الجماعتين إلى ولاية يوتا عبر المزيد من الثلوج والطقس القاسي بينما استمرت معاناة أفرادها من الموت بسبب المرض والمخاطر. وصلت جماعة ويلي إلى مدينة سولت ليك في 9 نوفمبر، وقد فقد 68 من أعضاء الجماعة حياتهم.
وفي هذه الأثناء، كانت هناك مجموعة إغاثة احتياطية مكونة من 77 فريقًا، بالإضافة إلى عربات تقوم تشق طريقها شرقًا لتقديم مزيد من المساعدة لجماعة مارتن وبعد اجتياز منطقة فورت بريدجر، استنتج قادة الفربق الاحتياطي أنه لا بد أن تكون جماعة مارتن قد قضت فصل الشتاء شرقي جبال روكي ولذلك عادوا أدراجهم. وعندما تم إبلاغ يونغ بخبر عودة فريق الإغاثة الاحتياطية، قام بأمر الساعي بالعودة وأخبارهم بأن يعودوا إلى الشرق وأن يتابعوا حتى يجدوا جماعة عربة اليد ولكنهم قد خسروا بضعة أيام بالفعل. في 18 نوفمبر وجد الفريق الاحتياطي جماعة مارتن وهم بحاجة ماسة للإمدادات، وأخيرًا أصبح جميع أعضاء جماعة عربة اليد قادرين على الركوب في عربات. وصلت العربات التي تحمل 104 شركة مارتن إلى مدينة سولت ليك في 30 نوفمبر؛ حيث فُقد 145 شخصًا على الأقل من الجماعة حياتهم واضطر العديد من الناجين إلى بتر أصابعهم أو أصابع اقدامهم أو أطرافهم بسبب قَضْمَةُ الصَّقِيع الشديدة.
وبعد وصول الجماعات إلى ولاية يوتا قام السكان بفتح منازلهم بسخاء للمهاجرين الوافدين وقاموا بإطعامهم ورعايتهم خلال فصل الشتاء. ثم ذهب المهاجرون في نهاية المطاف إلى مستوطنات «قديسي اليوم الأخير» في جميع أنحاء ولاية يوتا والغرب.